# Ludfordien
Stratigraphie
Gorstien Pridolien
Pridoli
Le Ludfordien est le septième étage du Silurien, dans l'ère paléozoïque. Cette subdivision est la plus récente de la série géologique du Ludlow et s'étend de 425,6 ± 0,9 à 423,3 ± 2,3 millions d'années. Cet étage est précédé par le Gorstien et suivi par le Pridoli,.

## Stratigraphie
| Système                                            | Série      | Étage        | Âge (Ma)       |
| -------------------------------------------------- | ---------- | ------------ | -------------- |
| Dévonien                                           | Inférieur  | Lochkovien   | plus récent    |
| Silurien                                           | Pridoli    | Pridoli      | 423.0 – 419.62 |
| Silurien                                           | Ludlow     | Ludfordien   | 425.0 – 423.0  |
| Silurien                                           | Ludlow     | Gorstien     | 426.7 – 425.0  |
| Silurien                                           | Wendock    | Homérien     | 430.6 – 426.7  |
| Silurien                                           | Wendock    | Sheinwoodien | 432.9 – 430.6  |
| Silurien                                           | Llandovery | Télychien    | 438.6 – 432.9  |
| Silurien                                           | Llandovery | Aéronien     | 440.5 – 438.6  |
| Silurien                                           | Llandovery | Rhuddanien   | 443.1 – 440.5  |
| Ordovicien                                         | Supérieur  | Hirnantien   | plus ancien    |
| Subdivisions du Silurien d'après l'ICS, août 2018. |            |              |                |

Le point stratotypique mondial (PSM), définissant la limite du Ludfordien et de l'étage inférieur, le Gorstien, se situe dans la carrière de Sunnyhill, à 2,5 km au sud-ouest de Ludlow (comté de Shropshire, Angleterre). Le PSM correspond à la base de la Formation Leintwardine. La base de l'étage n'est pas définie de manière précise. Au-dessus du PSM se trouve la base de la zone à graptolite Saetograptus leintwardinensis,.